# Fulvio Ferrario
Fulvio Ferrario (Milano, 1958) è un teologo italiano evangelico, dal 2002 professore ordinario di teologia sistematica presso la Facoltà valdese di teologia di Roma.

## Formazione
Nato in una famiglia cattolico-romana, studia Filosofia all'Università Cattolica di Milano, laureandosi nel 1980, con una tesi su Hans Küng. Dal 1980 al 1984 lavora come insegnante nelle scuole medie superiori a Milano. Nel 1983 diventa membro della Chiesa valdese e poco dopo intraprende gli studi presso la Facoltà di teologia di Roma in vista del ministero pastorale. Si laurea in teologia nel 1987, trascorre due anni di studio e lavoro pastorale a Zurigo e nel 1989 viene consacrato al ministero pastorale, che svolge dapprima ad Alessandria e provincia, poi a Milano. Nel 1993 consegue il dottorato in teologia a Zurigo con una dissertazione sull'ermeneutica di Zwingli. In questo periodo le sue ricerche, che si affiancano al servizio pastorale, riguardano in particolare la teologia della Riforma con pubblicazione di studi e di edizioni italiane di testi tra i quali i Catechismi di Lutero. È anche vivo, tuttavia, l'interesse per la teologia del Novecento e in particolare per Karl Barth e per Dietrich Bonhoeffer. In ambito ecumenico è membro di diversi organismi in ambito italiano e internazionale. Nel 1993 partecipa all'assemblea mondiale di Fede e Costituzione a Santiago de Compostela. A partire dal 1998, oltre alle pubblicazioni di taglio accademico, esce una serie di opuscoli e volumetti dedicati alla catechesi degli adulti, seguiti da alcuni lavori rivolti ai bambini. Nel 2000 appare Libertà di credere, un commento teologico al Credo niceno-costantinopolitano. Ha pubblicato articoli per il settimanale Riforma - L'Eco delle Valli Valdesi.

## Attività accademica
Nel 2000 Ferrario è nominato professore di teologia sistematica presso la Facoltà valdese di teologia di Roma, incarico che assume due anni dopo. Si intensifica anche l'attività ecumenica. È professore invitato presso l'Istituto di Studi Ecumenici S. Bernardino di Venezia (dal 2004) e presso la Pontificia Facoltà Teologica Marianum (dal 2010) e ha tenuto corsi presso diversi altri istituti cattolici. Il materiale prodotto in vista dell'insegnamento accademico è confluito in una serie di articoli scientifici (alcuni dei quali ripubblicati in Teologia come preghiera, 2004 e Tra crisi e speranza, 2008), in diversi libri scritti in collaborazione con altri e soprattutto nei volumi Dio nella parola (2008) e Dio era in Cristo (2016), che iniziano una dogmatica evangelica italiana in chiave programmaticamente "frammentaria".

## Pubblicazioni principali
- La "sacra ancora". Il principio Scritturale nella Riforma zwingliana (1522-1525), Torino, Claudiana, 1993.
- Traduzione, introduzione e note al Piccolo e Grande Catechismo di Lutero, Torino, Claudiana, 1998.
- Libertà di credere, Torino, Claudiana, 2000, 2014.
- Teologia come preghiera, Torino, Claudiana, 2004.
- Introduzione e note a La Cattività babilonese della chiesa, Torino, Claudiana, 2005 (con Giacomo Quartino).
- La Lettera di Giacomo - Guida alla lettura, Torino, Claudiana, 2005.
- Per grazia soltanto - L'annuncio della giustificazione (con William Jourdan), Torino, Claudiana, 2005.
- Il protestantesimo contemporaneo, Roma, Carocci, 2007 (con Pawel Gajewski).
- Sul perdono, Milano, Bruno Mondadori, 2008 (con Marco Bouchard).
- Dio nella parola, Torino, Claudiana, 2008.
- Tra crisi e speranza, Torino, Claudiana, 2008.
- Introduzione all'ecumenismo, (con William Jourdan) Torino, Claudiana, 2009, 2016.
- La teologia del Novecento, Roma, Carocci, 2011.
- Bonhoeffer, Roma, Carocci, 2014
- Il futuro della Riforma, Torino, Claudiana, 2016.
- Dio era in Cristo, Torino, Claudiana, 2016.
- L'Etica di Bonhoeffer, Torino, Claudiana, 2018.
- Rileggere la Riforma. Studi sulla teologia di Lutero (con Lothar Vogel), Torino, Claudiana, 2020.
- Le parole della fede (con Giuseppe Lorizio e Germano Marani), Cinisello Balsamo, San Paolo, 2021.
- Una bibliografia più ampia, aggiornata al 2020, è rintracciabile all'indirizzo web Istituto di Studi Ecumenici S. Bernardino di Venezia nella sezione Pubblicazioni - Docenti, Ferrario.].
- Informazioni e materiali sull'attività di Ferrario si possono trovare sulla sua pagina Facebook: @FulvioFerrarioFVT.